# Le Destin de Zoya
Qubool Hai (en hindi : क़ुबूल है) ou Le Destin de Zoya ou encore Les Consentements, est une série télévisée indienne en 732 épisodes de 22 minutes, créée par Mrinal Jha, et diffusée entre le 29 octobre 2012 et le 23 janvier 2016 sur Zee TV.
Dans les pays francophones, elle a été pour la première fois diffusée sur RTI2 en novembre 2015 puis en 2023 (lundi-vendredi) sur Zee Magic sous le nom Les Consentements.

## Synopsis
La première saison de la série est centrée sur l'histoire d'amour entre Asad Ahmed Khan et Zoya Farooqui, interprétés par Karan Singh Grover (en) - remplacé ensuite par Raqesh Bapat (en) - et Surbhi Jyoti (en). La série tourne également autour de la vie de Humaira Siddiqui Sheikh, joué par Ketki Kadam (en), Ayaan Ahmed Khan, joué par Rishabh Sinha (en) / Vikrant Massey (en) et Haider Sheikh, joué par Mohit Sehgal (en).
En mai 2014, la seconde saison fait apparaître les personnages des filles jumelles d'Asad et de Zoya, Sanam et Seher (toutes deux jouées par Surbhi Jyoti), et tourne autour de leurs vies 20 ans après la mort de leurs parents,. Karanvir Bohra interprète Aahil Raza Ibrahim, le mari de Sanam. Shehzad Sheikh (en) se joint à la distribution en tant que Rehan Qureshi, dont Seher est amoureuse.
La troisième saison de la série dépeint l'histoire d'amour inachevée entre Aahil et Sanam, après qu'elle a perdu la mémoire et est transportée au Pakistan, alors qu'une impostrice prend sa place.
La quatrième saison, lancée en août 2015, incorpore des éléments surnaturels et se situe 25 ans après le suicide de Sanam. Elle se concentre sur l'histoire d'amour de Mahira (elle aussi incarnée par Surbhi Jyoti), issue de la dernière prière de Sanam, et de ses deux maris. La série s'est achevée en janvier 2016 après le remariage d'Armaan et de Mahira.

## Résumé de l'intrigue

### Saison 1
Zoya Farooqi, jeune indienne venue des USA, débarque sur sa terre d'origine, l'Inde, sans savoir que sa belle-sœur lui prépare un mariage arrangé à son insu. Le jour J, Zoya s'enfuit et rencontre les frères Khan, Asad et Ayaan, dont la famille est en conflit constant du fait que le père a abandonné la mère de l'un pour épouser celle de l'autre. En réalité, rien de ce qu'il croit ne semble vrai, car leur père est en fait victime d'un chantage pour un crime qu'il n'a pas commis, de la part de son beau-frère, Gafoor Ahmed Siddhiki et de son épouse Raziya. En entrant dans leur vie, notamment en tant qu'invité puis amoureuse d'Asad, Zoya essaye de percer ce mystère et réconcilier la famille. Mais il s'avère que cette vérité qu'elle cherche tant est en réalité liée à son passé.

### Saison 2
Vingt ans plus tard
Dans la première partie de la deuxième saison, l'héroïne n'est plus Zoya mais sa fille Sanam qui lui ressemble trait pour trait. Celle-ci a grandi auprès de sa grand-mère Dilshad avec sa cousine sourde et muette Haya, mais a dû les quitter pour trouver du travail dans la grande ville de Bhopal, la terre où elle a vu le jour et où elle a perdu ses parents. Le destin la met alors sur le chemin du fils du grand sultan de la ville, Ahil Raza Ibrahim, qui ne jure que par sa belle-mère aveugle, en réalité Tanvir, la meurtrière de Zoya et d'Asad. Par un concours de circonstances, les deux sont obligés de se marier car Tanvir planifie de récupérer l'héritage d'Ahil pour le donner à son fils biologique, Rhean. Quand Sanam découvre les intentions de sa belle-mère, elle décide de ne pas divorcer comme il a été initialement prévu, pour protéger Ahil. Entre-temps, Rehan, qui fait de son mieux pour s'éloigner des plans machiavéliques de sa mère, rencontre au cours de son voyage Sunheri, la jumelle perdue de Sanam dont il tombe amoureux sans savoir que c'est une voleuse. Le destin ramènera Sunheri à Sanam alors qu'elle usurpera momentanément son identité sous la directive de Raziya. Et ensemble, non seulement ils exposeront le vrai visage de Tanvir à Ahil mais elles lui ramèneront son père qu'il croyait mort.
Dans le climax, les protagonistes qui se sont débarrassés de Tanvir, sont confrontés au vice de la seconde épouse d'Ahil, prénommée aussi Sanam, que Tanvir a choisie plus tôt. Pour devenir la seule épouse d'Ahil et la reine de Bhopal, elle prévoit de se débarrasser de Sanam en la vendant à des marchands arabes. Seulement, les ravisseurs censés se charger de cette tâche enlèvent Sunheri à la place de sa sœur qui se fait aussi enlever en tentant de la délivrer. Alors que Seher s'échappe la première et se fait percuter par un bus dans sa fuite, Sanam est délivrée par la seule intervention du Tout-Puissant grâce à un accident de circulation auquel elle survit mais perd la mémoire.

### Saison 3
À partir de la troisième saison, Sanam se retrouve au Pakistan, terrorisée par un criminel notoire du nom de Shashi Kapoor qu'elle rencontre. Puis elle fait la connaissance de l'officier Shaad Khan qui ne vit que pour attraper Shashi et qui lui ment sur son passé pour recueillir des informations qu'elle seule détient sur sa Némésis. Il lui invente une identité, Jannat Khan, son épouse, pour laquelle ses parents sont en désaccord avec lui, car il était déjà promis à sa cousine, Mizbah. Dès sa première rencontre avec cette dernière, Sanam la méprise aussitôt car elle lui rappelle une ennemie dont elle a de vagues souvenirs, Tanveer. En réalité, il s'avère que Mizbah, Shashi et la fille de Tanveer, censée se venger de Sanam, sont une seule et même personne. Il s'avère aussi qu'elle a usurpé l'identité de la vraie Mizbah pour s'infiltrer dans le foyer de Shaad, et y récupérer des documents capables de l'incriminer. Quand Jannat, à force d'investigations, découvre son manège, il est trop tard. Shashi a tué la vraie Mizbah, les parents de Shaad et s'est volatilisée dans la nature en feignant un suicide. 
Pendant ce temps, Ahil, qui désespère de retrouver Sanam, est confronté à une nouvelle situation gênante : la grossesse inventée de sa seconde épouse. Celle-ci, à cause des suspicions de son mari, a fini par se jeter dans les bras de son futur beau-frère, Saif, et à concevoir de lui pour en tenir la paternité à Aahil. Mais les choses prennent une tout autre tournure quand Aahil l'abandonne au manoir, sans un sou, pour partir en voyage à l'étranger. Dans son exil forcé, il retrouve Jannat et Shaad qui préparent leur lune de miel. Seulement, connaissant l'état de santé de sa Sanam qu'il reconnait tout de suite, il refuse de lui révéler la vérité sur sa relation. Au contraire, il les invite, Shaad et elle, à Bhopal, pour lui raviver ses souvenirs naturellement, dans ce manoir où tout a commencé et où tout se terminera. 

### Saison 4
Vingt-cinq ans plus tard

## Distribution

### Personnages principaux
- Surbhi Jyoti (en) : 

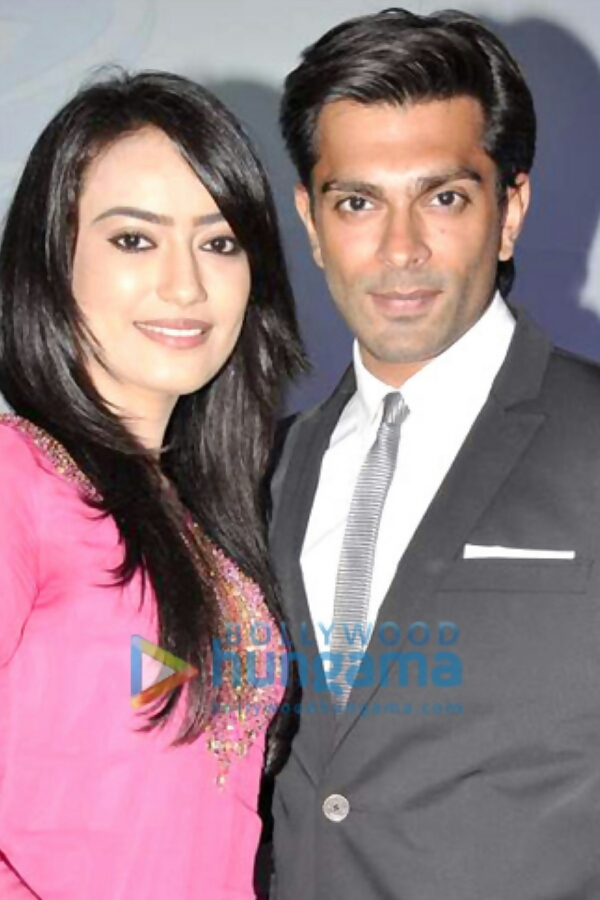
Surbhi Jyoti et Karan Singh Grover lors d'une conférence de presse de la série.

  - Zoya Farooqui Ahmed Khan – Fille de Gafoor ; demi-sœur de Humaira ; cousine de Haider ; ex-femme de Aayan ; femme de Asad ; mère de Sanam et de Seher (saison 1).
  - Sanam Ahmed Khan - fille de Zoya et Asad Ahmed Khan ; épouse du Sultan Ahil Ibrahim ; sœur de Sunheri alias Seher Ahmed Khan (saison 2-3)
  - Sunheri alias Seher Ahmed Khan - fille de Zoya et Asad Ahmed Khan ; fiancée de Rehan A Beng ; sœur de Sanam Ahmed Khan (saison 2)

- Karan Singh Grover (en) / Raqesh Vashisth (en) : Asad Ahmed Khan (saison 1)

- Karanvir Bohra : Aahil Raza Ibrahim (saison 2-3)

- Shehzad Shaikh : Rehan Qureishi (saison 2)

- Varun Toorkey (en) : Shaad Aftaab Khan (saison 3)

### Antagonistes
- Nisha Nagpal / Amrappali Gupta dans le rôle de Tanveer A Beng - Amie d'enfance d'Asad Ahmed Khan ; rivale et belle-mère de Zoya ; deuxième épouse de Mr Gafoor Ahmed Siddhiki ; épouse du Sultan Raza Ibrahim ; marâtre d'Aahil Raza Ibrahim ; mère de Rehan Qureichi et de Noor Raza Ibrahim (saison 1)
  - Shashi Kapoor alias Noor Raza Ibrahim - Fille de Tanveer A Beng et du Sultan Raza Ibrahim ; demi-sœur de Rehan Qureichi et Aahil Raza Ibrahim (saison 3)
- Additi Gupta dans le rôle de Nouvelle Sanam - Deuxième épouse d'Aahil  Ahmed Khan et rivale de Sanam (saison 2-3)
- Alka Kaushal dans le rôle de Raziya Siddhiki - Veuve de Mr Gafoor Siddhiki : belle-mère de Zoya Farooki ; mère de Humeira Siddhikiet mère adoptive de Noor Raza Ibrahim (saison 1-3)